# 모션 그래픽스
모션 그래픽스(영어: motion graphics)는 비디오 영상혹은 애니메이션 기술을 이용하여 영상속에 다양한 움직임이나 회전의 환영을 만들어내는 그래픽이다. 단순한 기술이 아닌 영상 장르 중 하나의 개념으로 자리 잡았으며 예술의 한 분야로 모션 그래픽 아티스트가 존재한다. 또한 대부분 멀티미디어 프로젝트에 사용되기 위해 음향과 결합되기도 한다. 모션 그래픽스는 통상 electronic media기술로 표출되기도 하지만 수동적인 기술로도 표출된다. (e.g. thaumatrope, phenakistoscope, stroboscope, zoetrope, praxinoscope, flip book) 모션 그래픽스란 개념은 움직이지 않는 그래픽과 시간의 경과에 따라 그 형태가 구체적으로 표현되지 않더라도 형상이 변화하는 그래픽을 구분하기에 유용하다.

## 역사
사람들이 모션 그래픽스라는 단어를 사용한지는 그리 오래 되지 않았다. 60년대 ABC방송사에서 최초로 시작하였고 70~80년대 MTV의 출현으로, 뮤직비디오를 비롯한 감각적이면서 디자인이 가미된 영상클립에 대한 관심이 높아지기 시작했다. 90년대부터는 영화의 오프닝 시퀀스도 이와 비슷한 모션 그래픽스 타이틀 형식으로 표현되기 시작하면서 대중의 관심을 받게 되었는데, 영화의 오프닝 시퀀스를 담당하는 모션 그래픽스 디자이너인 '카일쿠퍼'가 담당한 영화 '세븐'의 오프닝 타이틀은 지금까지도 기념비적인 타이틀로 회자되고 있다. 그 후로도 그가 담당한 여러 오프닝 시퀀스들은 영화의 내용을 함축하면서 감독의 메시지를 담고 있는 영상으로 표현되는 경우가 많았다. 이는 방송이나 광고에도 많은 영향을 미쳐 점점 화려한 영상으로 표현되었고, 영상 제작 프로그램도 점점 대중화되며 많은 사람들의 관심을 받으며 지금까지 성장하고 있다.
최근, 영상 디자인이 부각되고 있는 것은 우리나라를 비롯한 세계적인 추세이다. 영화나 광고도 대사와 이야기의 전개만으로는 흥행 요소가 부족하다는 것이 중론이다. 따라서 보는 시청자들에게 시각적 즐거움과 카타르시스를 느끼게 해주는 것이 최근 영상 제작의 트렌드가 되고 있다. 이러한 트렌드는 영화와 광고 뿐 아니라 박람회나 전시장의 영상, 웹, 모바일, 인터넷, 전광판 등의 뉴미디어까지 영향을 미치고 있다. 과거의 TV에는 국한되었던 매체가 점점 넓어지고 그 재생기기도 다양해 지고 있다. 이러한 환경에서 모션 그래픽스의 위치는 아주 중요한 것으로 인식되고 있다. 창의 적이고 현란한 그래픽은 보는 이의 시선을 사로 잡게 되는데, 그런 표현을 하기 위해서는 모션 그래픽이라는 표현 방법이 가장 알맞기 때문이다.

## 사용 도구

### 2D 합성 소프트웨어
- 오토데스크 플레임(Autodesk Flame)
- 어도비 에프터 이펙트 (Adobe After Effects)
- 애플 셰이크 (Apple Shake)
- 애플 모션 (Apple Motion)
- Autodesk Combustion
- 누크 (Nuke)
- 디지털 퓨전(Digital Fusion)

### 3D 소프트웨어
- Autodesk 3DS Max
- Autodesk Maya
- Autodesk Softimage XSI(오토데스크 소프트이미지)
- Houdini(후디니)
- LightWave(라이트웨이브)
- Modo(모도)
- Cinema 4D
- Blender 3d

## 사용 분야
- CF
- 뮤직비디오
- 모바일 동영상
- 프로모션 영상
- 비디오 제작
- 영화 타이틀
- 웹사이트 도입부 영상
- 전시영상
- 네트워크디자인
- 채널ID

## 같이 보기
- 웹디자인
- 타이포그래피
- 3차원 컴퓨터 그래픽스